# Jianxin (köpinghuvudort i Kina, Hunan Sheng, lat 29,14, long 110,55)
Jianxin (kinesiska: 建新, 阳湖坪镇, 阳湖坪) är en köpinghuvudort i Kina. Den ligger i provinsen Hunan, i den södra delen av landet, omkring 260 kilometer nordväst om provinshuvudstaden Changsha. Antalet invånare är 19 592. Befolkningen består av 9 684 kvinnor och 9 908 män. Barn under 15 år utgör 18,0 %, vuxna 15-64 år 70 %, och äldre över 65 år 11,0 %.
Runt Jianxin är det ganska tätbefolkat, med 199 invånare per kvadratkilometer. Närmaste större samhälle är Zhangjiajie, 7,1 km väster om Jianxin. I omgivningarna runt Jianxin växer i huvudsak blandskog.
Genomsnittlig årsnederbörd är 1 766 millimeter. Den regnigaste månaden är maj, med i genomsnitt 286 mm nederbörd, och den torraste är december, med 22 mm nederbörd.